# Prohenistomum chandleri
Prohenistomum chandleri är en plattmaskart. Prohenistomum chandleri ingår i släktet Prohenistomum och familjen Cyathocotylidae. Inga underarter finns listade i Catalogue of Life.